# Ксидиас, Перикл Спиридонович
Пери́кл Спиридо́нович Ксидиас (13 (25) июля 1872 — 1942) — российский советский художник, график, гравёр. Является гравёром первых советских марок.

## Биография
Перикл родился 13 июля 1872 года на греческом острове Кефалиния. Бывший греческий подданный.
С 1889 по 1893 год учился в Академии художеств, был учеником И. П. Пожалостина. В 1891 году получил в натурном классе вторую и первую серебряные медали.
В 1897 году за гравюру «Портрет А. Ф. Кокоринова» Перикл Ксидиас был удостоен звания художника. В 1906 году получил звание академика. Произведения П. Ксидиаса экспонировались на весенних выставках в Академии художеств, где он был членом Общества имени А. И. Куинджи. Большую часть творческой биографии художника занимает создание государственных денежных знаков и почтовых марок.

Примеры графических работ П. С. Ксидиаса
Фонтанка у Михайловского замка. 1910-е. Бумага, графитный карандаш. Ярославский художественный музей
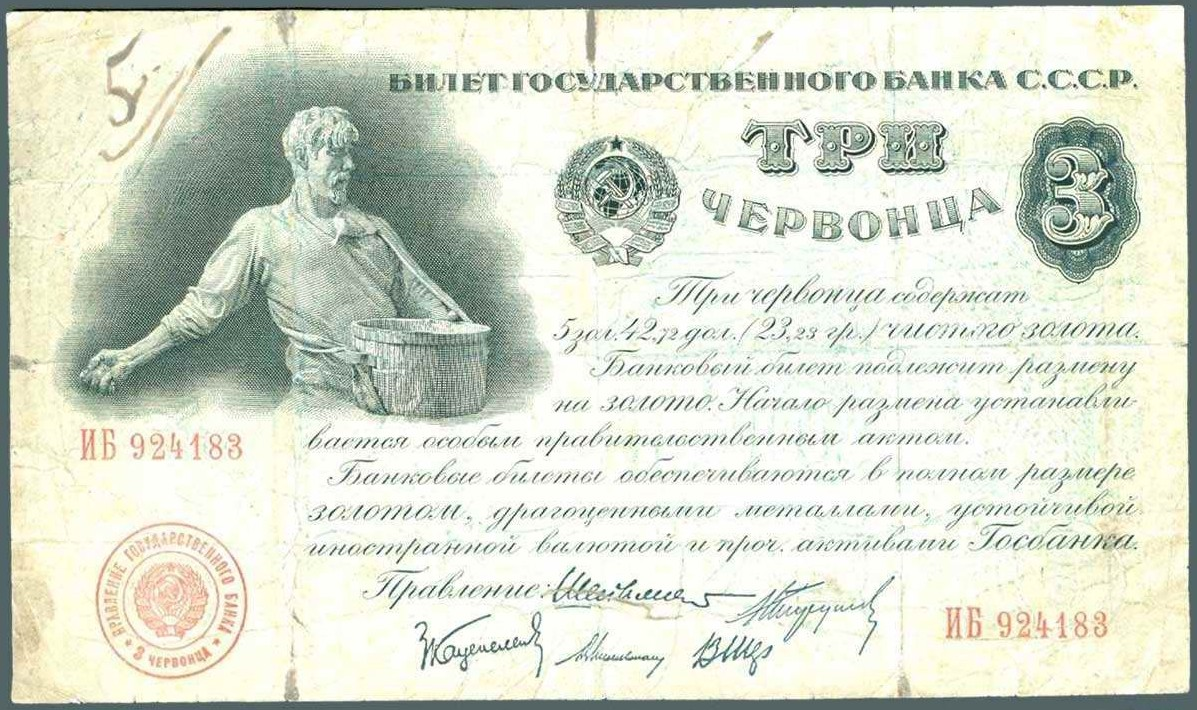
Три червонца СССР 1924 года. Гравюрное изображение скульптуры Шадра «Сеятель» выполнено Ксидиасом

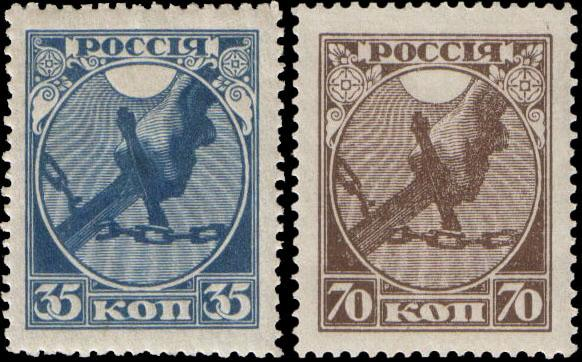
Первые марки РСФСР (1918). Гравёр П. Ксидиас

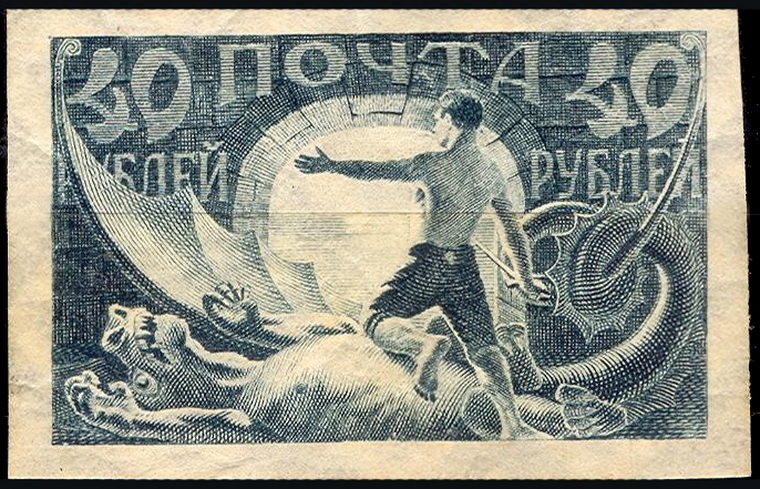
Марка первого стандартного выпуска РСФСР «Освобождённый пролетарий», 1921

Умер Перикл Ксидиас в блокадном Ленинграде в 1942 году.

## Работа в Гознаке
Ксидиас работал в Экспедиции заготовления государственных бумаг и Гознаке, впоследствии был его руководителем. Он гравировал изображения на денежных знаках и почтовых марках, в том числе на первых марках РСФСР «Рука с мечом, разрубающим цепь».

### Почтовые марки
Ниже дан список почтовых миниатюр с гравюрами П. С. Ксидиаса, для которых приведены номера по каталогу ЦФА:
РСФСР
- 1918 — № 1, «Рука с мечом, разрубающим цепь, на фоне восходящего солнца» (художник Р. Зариньш).
- 1918 — № 2, то же.
- 1921 — № 7, «Освобождённый пролетарий» (аллегория, по рисунку М. Антонова).
- 1921 — № 7А, то же.
- 1922 — № 18 (надпечатка на № 7).
- 1922 — № 23 (надпечатка на № 7).
- 1922 — № 32—34, «В помощь населению» (надпечатка на № 2).
- 1922 — № 35—37, то же (надпечатка на № 1).

СССР
- 1927 — № 298, «10-летие Октября. Смольный в Октябрьские дни» (по рисунку В. Куприянова).